# Guillaume de Weimar
Guillaume (en allemand : Wilhelm), mort en 1062, fut comte de Weimar sous le nom de Guillaume IV en 1039, puis comte palatin de Saxe vers 1042 et margrave de Misnie de 1046 jusqu'à sa mort.

## Biographie
Fils aîné du comte Guillaume III et de son épouse Oda, fille du margrave Thietmar, Guillaume IV devient comte de Weimar à la mort de son père le 16 avril 1039, lorsque son frère cadet Othon gouvernait le comté d'Orlamünde. À ce temps, la lignée des comtes est l'une des familles nobles les plus puissantes en Thuringe. L'oncle de Guillaume et Othon, Poppo Ier, fut nommé margrave d'Istrie en 1012 et de la Carniole en 1040.
Vers 1042/1043, il est nommé comte palatin de Saxe et en 1046, lorsque le margrave Ekkehard II de Misnie, meurt sans héritier en léguant son margraviat à l'empereur Henri III, l'empereur reçoit le fief mais en investi rapidement Guillaume de Weimar pendant que le second époux de sa mère Oda, Dedo II de Wettin, contrôle la marche de l'Est saxonne. Malgré la perte de la marche de Thuringe, Guillaume contrôle le même territoire que l'ancien margrave Ekkehard II.
Après la mort de l'empereur Henri III en 1056, Guillaume demeure un loyal vassal de la régente  Agnès de Poitiers. Il est en grand faveur auprès de l'impératrice et qui lui donne conjointement avec l'évêque Eppo de  Naumburg, le commandement de l'armée destinée à soutenir le roi André Ier de Hongrie contre son frère le prétendant Béla, duc de Nitra. Lorsque l'armée impériale vaincue se retire Guillaume et Eppo sont capturés par Géza, le fils de Béla, devant Moson dont les portes restent fermées. Géza, impressionné par le courage de Guillaume convainc son père de non seulement le libérer mais aussi de lui accorder sa sœur Sophie comme épouse. Avant que les noces ne soient célébrées Guillaume tombe malade et meurt pendant son voyage de retour en Germanie en 1062.
Guillaume de Weimar disparait sans héritier et sa succession est assurée par son frère cadet Othon de Weimar.

## Sources
- (en) Cet article est partiellement ou en totalité issu de l’article de Wikipédia en anglais intitulé « William, Margrave of Meissen » (voir la liste des auteurs), édition du 23 mai 2014.
- Anthony Stokvis, Manuel d'histoire, de généalogie et de chronologie de tous les États du globe, depuis les temps les plus reculés jusqu'à nos jours, préf. H. F. Wijnman, Israël, 1966, Margraves de Thuringe, Misnie et Lusace: « Maison de Weimar » et tableau généalogique.